# Championnats d'Europe de triathlon 2012
Navigation
Édition précédente Édition suivante
Les championnats d'Europe de triathlon 2012 sont la vingt-huitième édition des championnats d'Europe de triathlon, une compétition internationale de triathlon sous l'égide de la fédération européenne de ce sport. L'épreuve est constituée de 1 500 mètres de natation, 40 kilomètres de vélo puis 10 kilomètres de course à pied.
Cette édition se tient dans la ville israélienne d'Eilat et elle est remportée par l'espagnol Javier Gómez chez les hommes et par la suissesse Nicola Spirig chez les femmes.

## Palmarès

### Hommes
| Rang               | Triathlète            | Temps           |
| ------------------ | --------------------- | --------------- |
| Médaille d'or      | Javier Gómez          | 1 h 55 min 48 s |
| Médaille d'argent  | Alexander Bryukhankov | 1 h 56 min 8 s  |
| Médaille de bronze | Ivan Vasiliev         | 1 h 56 min 42 s |
| 4                  | Tony Moulai           | 1 h 56 min 47 s |
| 5                  | Alessandro Fabian     | 1 h 56 min 48 s |
| 6                  | Mario Mola            | 1 h 56 min 52 s |
| 7                  | Franz Loeschke        | 1 h 56 min 57 s |
| 8                  | Dmitry Polyanskiy     | 1 h 57 min 6 s  |
| 9                  | Aaron Harris          | 1 h 57 min 9 s  |
| 10                 | Aurélien Raphaël      | 1 h 57 min 13 s |

### Femmes
| Rang               | Triathlète          | Temps          |
| ------------------ | ------------------- | -------------- |
| Médaille d'or      | Nicola Spirig       | 2 h 7 min 11 s |
| Médaille d'argent  | Ainhoa Murúa        | 2 h 7 min 20 s |
| Médaille de bronze | Emmie Charayron     | 2 h 7 min 56 s |
| 4                  | Jessica Harrison    | 2 h 8 min 27 s |
| 5                  | Vendula Frintová    | 2 h 9 min 0 s  |
| 6                  | Agnieszka Jerzyk    | 2 h 9 min 23 s |
| 7                  | Helle Frederiksen   | 2 h 9 min 34 s |
| 8                  | Irina Abysova       | 2 h 9 min 52 s |
| 9                  | Yuliya Yelistratova | 2 h 10 min 0 s |
| 10                 | Carole Péon         | 2 h 10 min 4 s |

### Relais Mixte
| Rang               | Équipe                                                                     | Temps           |
| ------------------ | -------------------------------------------------------------------------- | --------------- |
| Médaille d'or      | Russie                                                                     | 1 h 11 min 05 s |
| Médaille d'or      | - Irina Abysova - Dmitry Polyanskiy - Alexandra Razarenova - Ivan Vasiliev | 1 h 11 min 05 s |
| Médaille d'argent  | Allemagne                                                                  | 1 h 12 min 22 s |
| Médaille d'argent  | - Anja Knapp - Justus Nieschlag - Sarah Fladung - Franz Löschke            | 1 h 12 min 22 s |
| Médaille de bronze | Ukraine                                                                    | 1 h 12 min 59 s |
| Médaille de bronze | - Inna Ryzhyj - Danylo Sapunov - Yuliya Yelistratova - Yegor Martynenko    | 1 h 12 min 59 s |